# Kayacan
Kayacan ist ein türkischer männlicher Vorname türkischer und persischer Herkunft, der auch als Familienname auftritt. Der Name ist gebildet aus den Elementen kaya (der Felsen) und can (die Seele, das Leben; pers. Herkunft) und hat die Bedeutung „stark wie ein Stein“.

## Namensträger

### Vorname
- Kayacan Erdoğan (* 1988), türkischer Fußballspieler

### Familienname
- Buse Kayacan (* 1992), türkische Volleyballspielerin
- Kemal Kayacan (1915–1992), türkischer Admiral